# إرينا ليبمان
إرينا ليبمان Irina Liebmann (ولدت في عام 1943 في موسكو) هي أديبة ألمانية.

## حياتها
ولدت إرينا في موسكو من أب صحفي مهاجر هو رودولف هيرنشتات وأم جرمانية روسية من سيبيريا هي فالينتينا. وفي عام 1945 عادت العائلة إلى ألمانيا واستقرت في برلين الشرقية. وعمل الأب صحفيا ورئيسا لتحرير عدد من الصحف اليومية في ألمانيا الشرقية وكذلك شارك في تأسيس دار النشر البرلينية Berliner Verlag. وكان عضوا في المكتب السياسي لحزب الوحدة الألماني الحاكم في ألمانيا الشرقية. وفصل من الحزب الحاكم في عام 1953 ومن وظيفته كمساعد في الأرشيف في ميرزيبورج.
أما إرينا فقد التحقت بمدارس في برلين وميرزيبورج وفي هاله، حيث أتمت دراستها الثانوية في عام 1961. ثم درست أدب الصين وحضارتها في لايبزج وأنهت دراستها بدبلوما في عام 1966. عملت بين عامي 1967 و 1975 محررة في صحيفة السياسة الخارجية الألمانية. وتفرغت للكتابة الحرة في عام 1975 وكتبت ريبورتاجات لصحيفة Wochenpost في ألمانيا الشرقية وألفت بجانب ذلك التمثيليات الإذاعية وألفت العديد من القصص. وازداد ضيقها بالأحوال في ألمانيا الشرقية، مما دفعها إلى الانتقال إلى برلين الغربية مع عائلتها في عام 1988.
يشمل إنتاج إرينا ليبمان على الأدب القصصي في أغلبه لكنها كتبت بجانب ذلك عدة مسرحيات. وقد حصلت على عدة جوائز أدبية منها: جائزة أسبيكته الأدبية 1989 وجائزة برلين الأدبية 1998.
وحصلت على جائزة معرض لايبزج للكتاب في عام 2008 عن كتابها عن أبيها.

## من أعمالها
- وسط الحرب (قصص 1989)
- في برلين (رواية 1994)
- الطريق إلى محطة القطار (مسرحية 1994)
- عالم الحيوانات الجميل (قصائد مع رسومات لـ Xago 1995)

## روابط إضافية
موقع الكاتبة

## روابط خارجية
- إرينا ليبمان على موقع مونزينجر (الألمانية)